# Villar de la Yegua
Villar de la Yegua es un municipio y localidad española de la provincia de Salamanca, en la comunidad autónoma de Castilla y León. Se integra dentro de la comarca de Ciudad Rodrigo y la subcomarca del Campo de Argañán. Pertenece al partido judicial de Ciudad Rodrigo.
Su término municipal está formado por las localidades Barquilla, Serranillo y Villar de la Yegua, ocupa una superficie total de 55,80 km² y según los datos demográficos recogidos en el padrón municipal elaborado por el INE en el año 2017, cuenta con una población total de 197 habitantes.

## Símbolos

### Escudo
El escudo heráldico que representa al municipio fue aprobado con el siguiente blasón:

«En campo de Plata Yegua rampante de sable; al timbre la Corona Real Española»

### Bandera
El ayuntamiento no ha adoptado aún una bandera para el municipio.

## Historia
A pesar de que se conserva algún resto romano (una estela funeraria), los orígenes de la actual Villar de la Yegua están en la época de la reconquista medieval, siendo fundado dentro del proceso general de repoblación efectuado por los reyes de León en la Edad Media, quedando encuadrada en el Campo de Argañán de la Diócesis de Ciudad Rodrigo tras su creación por parte del rey Fernando II de León en el siglo XII, denominándose entonces simplemente Villar. El primer documento, conservado en el archivo municipal de Ciudad Rodrigo, que registra el nombre de Villar de la Yegua data de 1376. A modo de anécdota, cuenta Sánchez Aires, que la denominación medieval de la villa pasó a ser Villar de Caraveo, nombre del propietario que la adquirió de Bartolomé Espínola. Los vecinos la recobraron posteriormente pagando por ella 15 000 maravedís –que consiguieron, en parte, gracias a un préstamo de Fuenteguinaldo–, recuperando así el nombre original que hoy aún conserva.

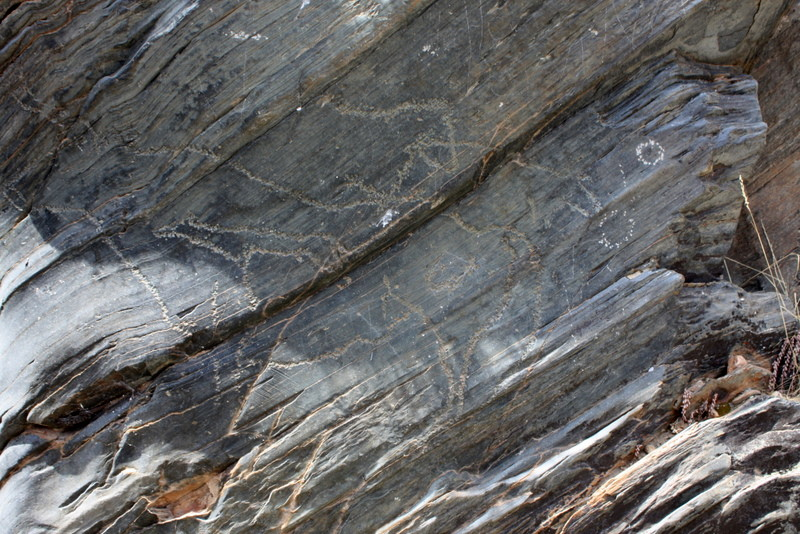
Grabados rupestres de Siega Verde, en el término municipal de Villar de la Yegua.

La Edad Moderna, su condición de fronteriza, la hizo víctima de las diversas guerras que azotaron España. Durante la Guerra de Secesión Portuguesa (1640), se libró en su término la batalla de Villar de la Yegua, que terminó con la huida del ejército español hacia San Felices. A principios del siglo XVIII, la Guerra de Sucesión y la crisis económica derivada, en parte, de aquella, dejó la villa en la más profunda pobreza y despoblación, que no se recuperará hasta mediados de siglo, cuando la población, según el catastro del marqués de la Ensenada, cuenta con 84 vecinos, volviendo a recuperar las cifras demográficas de finales del siglo XVI.
Con la creación de las actuales provincias en 1833, Villar de la Yegua quedó encuadrada en la provincia de Salamanca, dentro de la Región Leonesa.
Por último, la Edad Contemporánea nace con la Guerra de la Independencia, teniendo Villar de la Yegua que dar soporte a las guarniciones acantonadas en el cercano Real Fuerte de la Concepción, en Aldea del Obispo, tampoco siendo ajena, como todo el territorio español, a la Guerra Civil de 1936, sin ser protagonista de ésta, dado el carácter nacional del conflicto, que no involucró preferentemente a los territorios de frontera.

## Demografía
Villar de la Yegua cuenta con una población de 155 habitantes (INE 2024).
| Gráfica de evolución demográfica de Villar de la Yegua entre 1842 y 2021 |
| |
| Población de derecho según los censos de población del INE Población de hecho según los censos de población del INEEntre el censo de 1981 y el anterior, crece el término del municipio porque incorpora a 37043 (Barquilla) |

Según el Instituto Nacional de Estadística, Villar de la Yegua tenía, a 31 de diciembre de 2018, una población total de 179 habitantes, de los cuales 94 eran hombres y 85 mujeres. Respecto al año 2000, el censo refleja 301 habitantes, de los cuales 138 eran hombres y 163 mujeres. Por lo tanto, la pérdida de población en el municipio para el periodo 2000-2018 ha sido de 122 habitantes, un 41% de descenso.
El municipio se divide en dos núcleos de población. De los 179 habitantes que poseía el municipio en 2019, Villar de la Yegua contaba con 115, de los cuales 59 eran hombres y 56 mujeres, Barquilla contaba con 41, de los cuales 23 eran hombres y 18 mujeres, y Serranillo con 23, de los cuales 12 eran hombres y 11 mujeres.

## Monumentos y lugares de interés
La iglesia parroquial de Villar de la Yegua, con restos que podrían atribuirse al siglo XV, conserva una esbelta torre construida por Hernando de Güemes en 1535. De este siglo, no conserva su primitivo retablo, pero sí piezas de gran valor artístico, como una talla de San Sebastián y un crucifijo, que se colocaron en el retablo barroco, que levantó un miembro de la familia Churriguera, probablemente Manuel de Larra Churriguera. Durante el último tercio del siglo XVIII se reforma la fábrica, de la mano del arquitecto neoclasicista Simón de Castro en 1771, que levantó el pórtico sur. Casi a finales de siglo, Manuel Martín levantó los lienzos laterales y las capillas colaterales.

## Administración y política
| Partido político                         | 2023  | 2023  | 2023       | 2019  | 2019  | 2019       | 2015  | 2015  | 2015       | 2011  | 2011  | 2011       | 2007  | 2007  | 2007       | 2003  | 2003  | 2003       |
| Partido político                         | %     | Votos | Concejales | %     | Votos | Concejales | %     | Votos | Concejales | %     | Votos | Concejales | %     | Votos | Concejales | %     | Votos | Concejales |
| Partido Socialista Obrero Español (PSOE) | 42,91 | 55    | 4          | 26,36 | 34    | 1          | 38,93 | 58    | 2          | 10,49 | 17    | 0          | 21,43 | 36    | 1          | 17,62 | 37    | 1          |
| Partido Popular (PP)                     | 33,07 | 42    | 1          | 39,53 | 51    | 3          | 48,32 | 72    | 3          | 46,30 | 75    | 4          | 57,14 | 96    | 4          | 69,52 | 146   | 5          |
| Unión del Pueblo Leonés (UPL)            | 16,92 | 22    | 0          | —     | —     | —          | —     | —     | —          | —     | —     | —          | —     | —     | —          | —     | —     | —          |
| Ciudadanos (CS)                          | —     | —     | —          | 27,13 | 35    | 1          | —     | —     | —          | —     | —     | —          | —     | —     | —          | —     | —     | —          |
| Coalición SI por Salamanca (SI)          | —     | —     | —          | —     | —     | —          | —     | —     | —          | 27,78 | 45    | 1          | —     | —     | —          | —     | —     | —          |
| A.E.I. Serranillo                        | —     | —     | —          | —     | —     | —          | —     | —     | —          | 9,26  | 15    | 0          | —     | —     | —          | —     | —     | —          |
| Unión del Pueblo Salmantino (UPSa)       | —     | —     | —          | —     | —     | —          | —     | —     | —          | —     | —     | —          | 18,45 | 31    | 0          | 11,90 | 25    | 1          |